# Liên minh bảo vệ chó châu Á
Liên minh bảo vệ chó châu Á (tiếng Anh: The Asia Canine Protection Alliance) (ACPA) là một liên minh của 4 tổ chức bảo vệ động vật Animals Asia, Change For Animals Foundation, Humane Society International, và Soi Dog Foundation, được thành lập vào tháng 5 năm 2013 với mục đích diệt trừ bệnh chó dại và chấm dứt việc buôn bán chó để làm thịt ở Thái Lan, Lào, Campuchia và Việt Nam.
ACPA cũng ủng hộ nỗ lực của các tổ chức thành viên hầu chấm dứt công nghiệp buôn bán thịt chó ở Hàn Quốc.

## Tệ nạn

### Nạn buôn lậu chó
Mỗi năm có rất nhiều con chó bị bắt và trải qua hành trình chuyên chở dài dặc từ Thái Lan sang Việt Nam để làm thịt. Nhiều con chó chết, vì khát và ngạt thở trên đường đi. "Khi bị xếp chồng lên nhau, những con chó sẽ cảm thấy khó chịu. Mọi chuyển động làm cho những con ở sau bị ép lại sẽ khiến chúng cắn nhau lập tức", CNN dẫn lời ông Tuấn Bendixsen, giám đốc Tổ chức động vật châu Á ở Việt Nam, trụ sở tại Hà Nội. Theo điều tra của các nhà hoạt động bảo vệ động vật mỗi năm có chừng 200.000 con chó bị buôn lậu từ Thái sang Việt Nam. Họ ước tính, mỗi năm, Việt Nam tiêu thụ hơn 1 triệu con chó, bởi vậy mà nạn buôn lậu chó ở khu vực sông Mekong đang bùng nổ.. Đại diện Cục Thú y Thái Lan, ông Kasichon đưa ra thống kê số vụ bắt giữ chó buôn lậu từ năm 2010-2013 là 64 vụ, với tổng số hơn 12 nghìn con chó. Riêng 6 tháng đầu năm 2013, số lượng chó buôn lậu bị phát hiện lên tới 3.106 con.
Theo ước tính, mỗi năm có tới 5 triệu con chó bị giết để lấy thịt. Nạn buôn chó còn liên quan trực tiếp đến việc bùng nổ các dịch bệnh như giun xoắn, bệnh tả và bệnh dại. Tổ chức Y tế Thế giới gần đây khuyến cáo nạn buôn bán chó chính là tác nhân bùng phát dịch bệnh dại ở Indonesia và bệnh tả ở Việt Nam. Ông Phạm Thành Long, đại diện Cục Thú y, Bộ Nông nghiệp và Phát triển nông thôn cho biết, theo số liệu thống kê của Bộ Y tế trong giai đoạn từ năm 1991-2010 có gần 9 triệu người nghi bị chó dại cắn, trong đó có gần 4 nghìn ca tử vong.

## Chiến dịch bảo vệ chó

### Về đi Vàng ơi!
"Về đi Vàng ơi!" là một chiến dịch vừa được Liên minh bảo vệ chó châu Á (ACPA) phát động và nhận được sự ủng hộ nhiệt tình của rất nhiều nhân vật nổi tiếng như nhạc sĩ Quốc Trung, đạo diễn Charlie Nguyễn, ca sĩ Thu Minh, Uyên Linh, Trúc Nhân, Gil Lê, Trung Quân Idol, Suboi, Chi Pu... Theo đó, chiến dịch kêu gọi chấm dứt nạn đánh cắp, buôn lậu chó, giết mổ lấy thịt và đối xử tàn nhẫn với chó. Chiến dịch hướng tới mục tiêu đạt 1 triệu chữ ký của người Việt đồng thuận quan điểm trên để tạo sự thay đổi trong nhận thức và hành vi ứng xử với loài chó ở Việt Nam.. Rất nhiều người đã ký tên để cùng tham gia vào chiến dịch 1 triệu chữ ký trình các cơ quan chức năng ban hành quy định về phúc lợi động vật. Luật sư Huỳnh Phước Hiệp nhận định các quy định của Luật hiện hành đã đủ sức răn đe người trộm chó: "Tuy nhiên, cách tính giá trị tài sản (là con chó) thì chưa phù hợp. Bởi chó không đơn thuần là vật nuôi mà còn là một người bạn của con người". Mỗi năm có hơn 5 triệu con chó bị giết mổ lấy thịt tại Việt Nam. Rất nhiều những con chó này là chó nhà bị đánh trộm.
Về dư luận cho rằng chiến dịch trên của ACPA lại là một dạng thức áp đặt văn hóa, xóa nhòa đa dạng văn hóa, tập tục bản địa, TS Triết học Nguyễn Văn Vịnh, nguyên Phó viện trưởng Viện Nghiên cứu xã hội và phát triển, Phó viện trưởng Viện Công nghệ giáo dục, cho rằng, "mục tiêu đích" của chiến dịch hướng tới là người Việt, những chủ thể của tập quán ăn thịt chó. Và ACPA đã để những người Việt có ảnh hưởng lớn tới cộng đồng lên tiếng kêu gọi người Việt thay đổi chứ không ra mặt tác động từ bên ngoài. Thêm nữa, cuộc vận động ký tên này là sự "biểu quyết" của những cá thể trong cộng đồng. Tính đến ngày 13 tháng 7 năm 2020 có 902.286 người đã kí